# Pseudouroctonus rufulus
Espèce
Synonymes
- Uroctonus rufulus Gertsch & Soleglad, 1972

Pseudouroctonus rufulus est une espèce de scorpions de la famille des Vaejovidae.

## Distribution
Cette espèce est endémique de Basse-Californie au Mexique. Elle se rencontre vers Punta Banda.

## Description
Le mâle holotype mesure 25,7 mm et la femelle 26,9 mm.

## Systématique et taxinomie
Cette espèce a été décrite sous le protonyme Uroctonus rufulus par Gertsch et Soleglad en 1972. Elle est placée dans le genre Vaejovis par Stahnke en 1974 puis dans le genre Pseudouroctonus par Stockwell en 1992.

## Publication originale
- Gertsch & Soleglad, 1972 : « Studies of North American scorpions of the genera Uroctonus and Vejovis. » Bulletin of the American Museum of Natural History, no 148, p. 549–608 (texte intégral).